# Rtyně v Podkrkonoší
Rtyně v Podkrkonoší là một thị trấn thuộc huyện Trutnov, vùng Královéhradecký, Cộng hòa Séc.